# 펠틴스 아레나

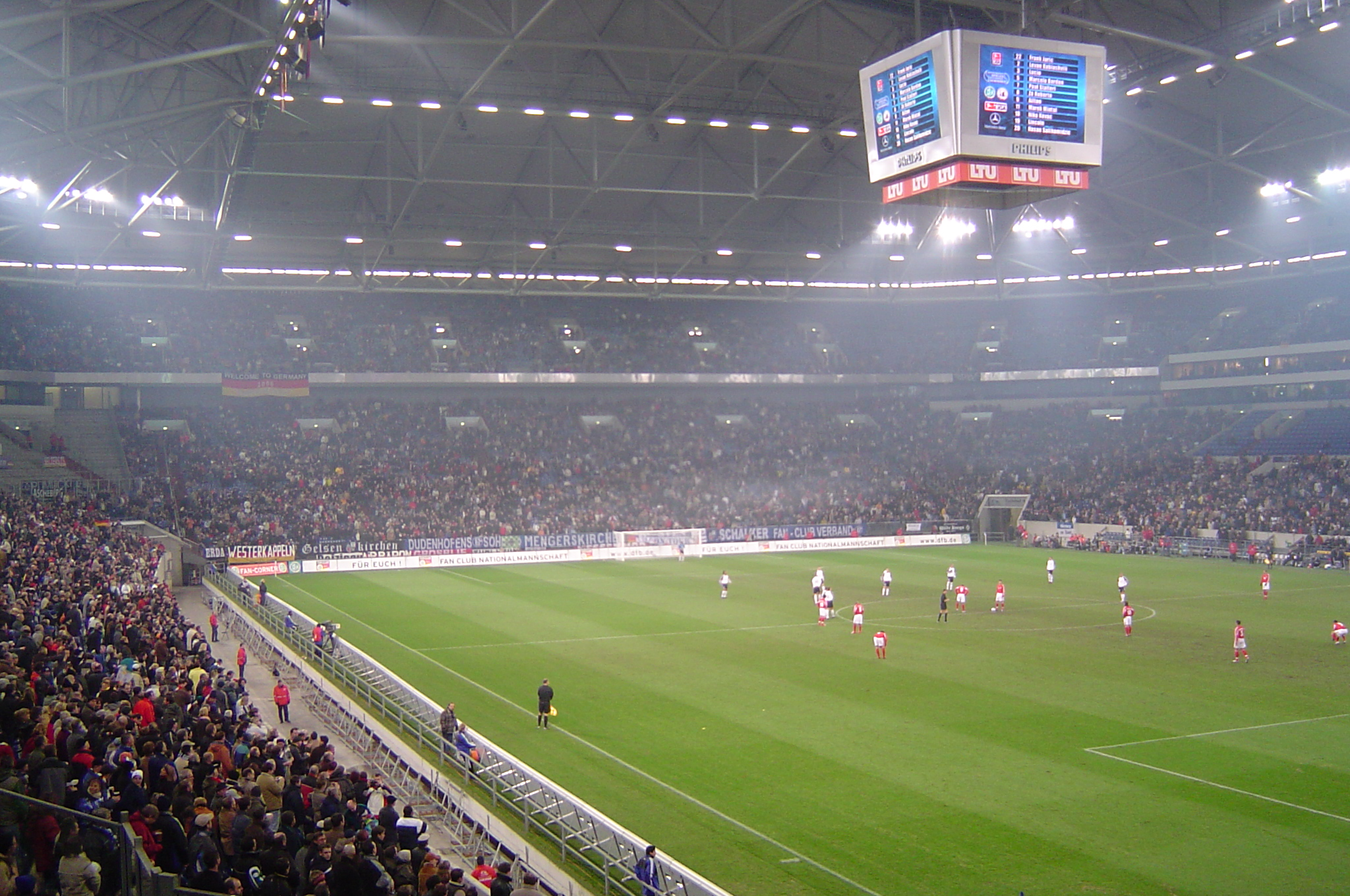
실내 모습

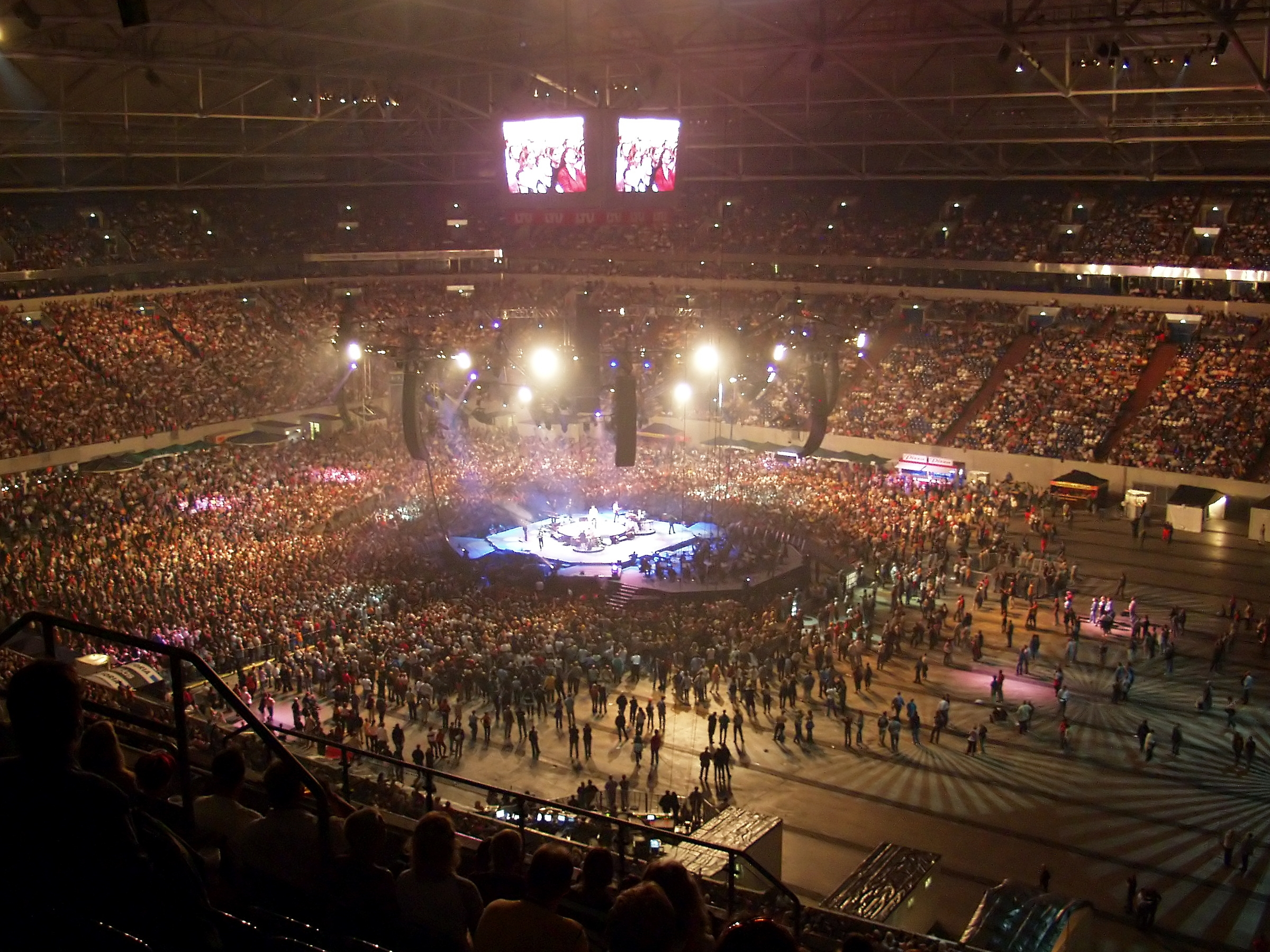
펠틴스 아레나 실내 콘서트

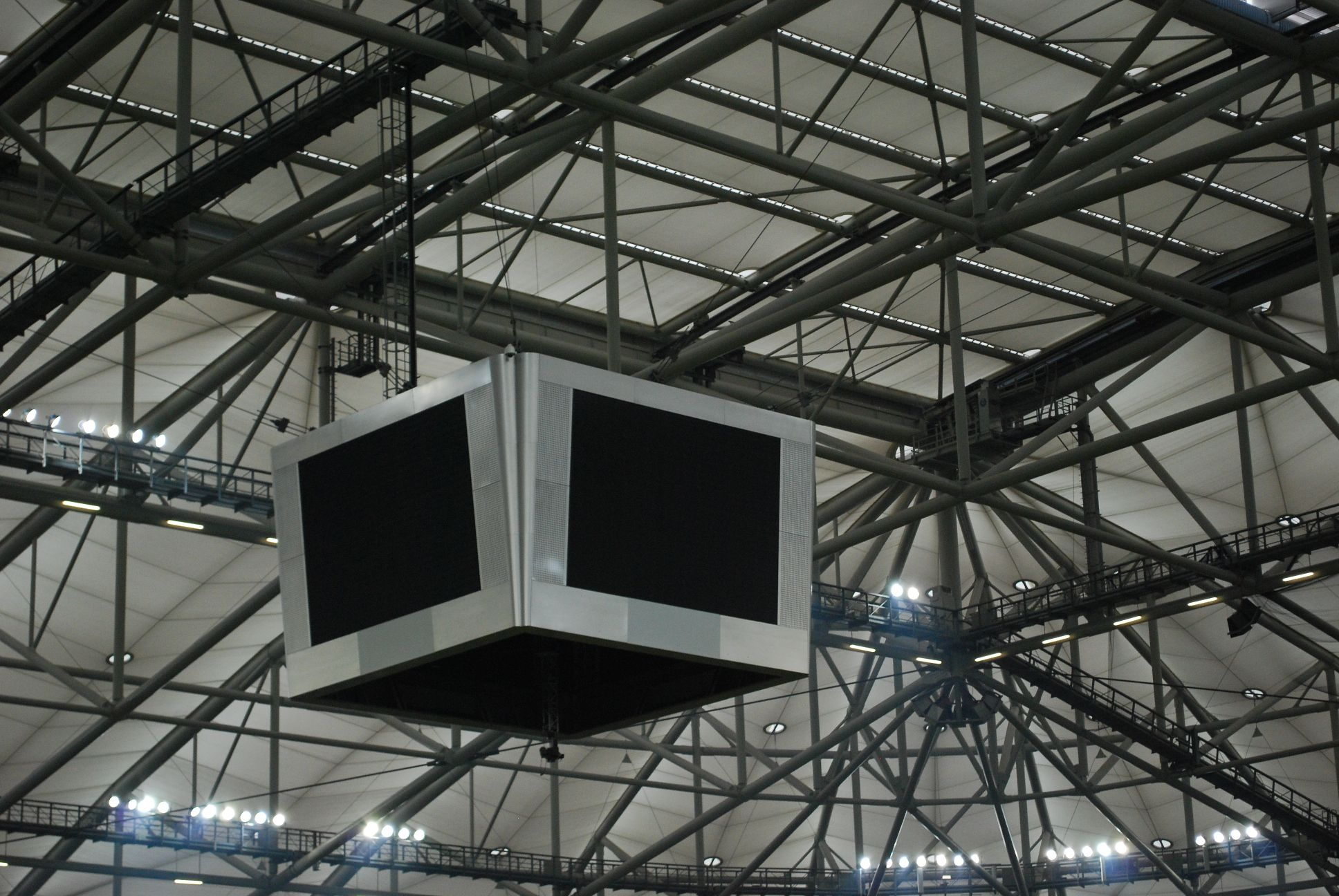
피치 위의 비디오 스크린

펠틴스 아레나(Veltins-Arena)는 독일 노르트라인베스트팔렌주의 겔젠키르헨에 위치한 실내 종합 돔구장이며 주로 축구 경기 용도로 쓰인다. 2001년에 개장하였으며, 개장 당시 이름은 아레나 아우프샬케(Arena AufSchalke)라고 불리었고 그때부터 독일 푸스볼-분데스리가의 클럽 FC 샬케 04가 사용하기 시작하였다. 여기에서 FC 포르투와 AS 모나코간의 2004년 UEFA 챔피언스리그 결승전이 벌어졌고, FC 포르투가 AS 모나코를 3-0으로 꺾고 두 번째 유러피언 컵을 들어올렸다. 2년 뒤, 2006년 FIFA 월드컵에서 겔젠키르헨 월드컵 경기장(FIFA WM-Stadion Gelsenkirchen)의 이름으로 8강전 경기를 비롯한 5경기를 주최하였다. 수용인원은 61,482명 (입석 포함)이며, 축구 경기에서는 54,740석 (좌석만 포함)만 사용한다. 2005년 7월 1일, 양조회사 펠틴스가 명명권 계약을 하여, 경기장 이름이 펠틴스 아레나로 개칭되었다.

## 역사
1990년대말, 구형 홈구장인 파르크슈타디온을 대체하기 위한 새로운 구장으로, 완전한 현대식 다용도 아레나 구장이 속속히 고안되었다. 1997년, FC 샬케 04의 역사적인 UEFA 컵 우승과 동시에 다가오는 2004년의 100주년 기념을 대비하여, 독일 건설 회사인 HBM이 €186M의 건설 계약을 1998년에 체결하였다.

## 위치와 형태
샬케 04의 새 구장 펠틴스 아레나는 구(舊) 홈구장인 파르크슈타디온 인근에 자리잡았고, 이 두 구장이 자리잡은 위치를 클럽이 차지하고 있으며 "베르거 펠트"라고 불린다. 하지만 이 위치에서 지하 800m 위치에 "합병"과 "휴고"의 두 석탄광이 자리잡고 있다. 이 광산들 (2000년까지 사용)은 예기치 못한 구조물의 움직임이나, 손상, 흔들림을 야기할 수 있었다. 이를 미연에 방지하기 위해 골대의 배치는 보편적인 남-북 배치 방식에서, 석탄광과 평행하게 북동-남서 배치로 바꾸었다.
펠틴스 아레나는 다목적 아레나로 두 층의 관중석이 필드를 감싸고 있는 구조이다. 이 구조는 61,524명의 관중을 수용 (입석 + 좌석)가능하며, 축구 경기에서는 53,994명 (좌석만)을 수용할 수 있다. 리그 경기에서는, 북쪽 스탠드는 입석으로 바뀌어 (16,307명 수용) 샬케 04 팬들의 홈 관중석으로 쓰인다. 하지만 국가대항전이나 유럽대항전에서는 이곳이 모두 좌석 (8,600석)으로 전환된다. 전 경기장을 통틀어 72군데에 VIP 라운지가 링 모양으로 배치되어 있으며, 1층 관중석과 2층 관중석을 나눈다. 서쪽의 주 스탠드는 VIP 수용석이 2층으로 나뉘며, 메인 벨트 아래에 위치한다.
이 경기장은 재생 콘크리트를 사용하여 건축되었고, 600,000m3의 지역 석탄광에서 나오는 찌꺼기인 슬래그가 사용되었다. 이 슬래그는 포장되어 재생 콘크리트와 함께 4개의 스탠드를 지지한다. 4개의 코너에는 4.50m x 4.50m 단면적의 터널이 있으며, 건설과 어셈블리, 실내 환기 용도로 사용된다.

## 지붕과 피치
펠틴스 아레나는 테플론이 코팅된 유리섬유 캔버스로 만든 개폐형 지붕으로 만들어져 있으며, 전 경기장을 덮고 있다. 지붕은 필드 위의 직사각형 트러스로 지탱하고 있으며, 하부와 24개의 강철 파일론으로 연결되어 있다. 지부 중앙은 가운데가 갈라지며 열리는데, 이러한 방식으로 날씨나 이벤트에 따라 경기장 지붕이 개폐된다. 105 dB에 육박하는 콘서트의 소음을 줄이기 위하여, 테플론이 코팅된 유리섬유가 2중으로 설계, 공기 완충작용을 한다. 피치 중앙의 25m 위에 매달린 것은 4기의 비디오 스크린으로, 각 면적은 35m2이다. 중앙의 매달린 스코어보드는, 다른 실내 경기장의 형태에서도 보이지만, 이러한 방식의 스크린으로 표시하는 것은 축구장으로는 최초이며, 프랑크푸르트의 코메르츠방크 아레나나 뒤셀도르프의 에스프리 아레나에서도 같은 방법을 쓰고 있다. 미국 텍사스주의 알링턴을 연고로 한 새 AT&T  스타디움은 이 표준 사이즈 경기장의 확대된 버전이다.

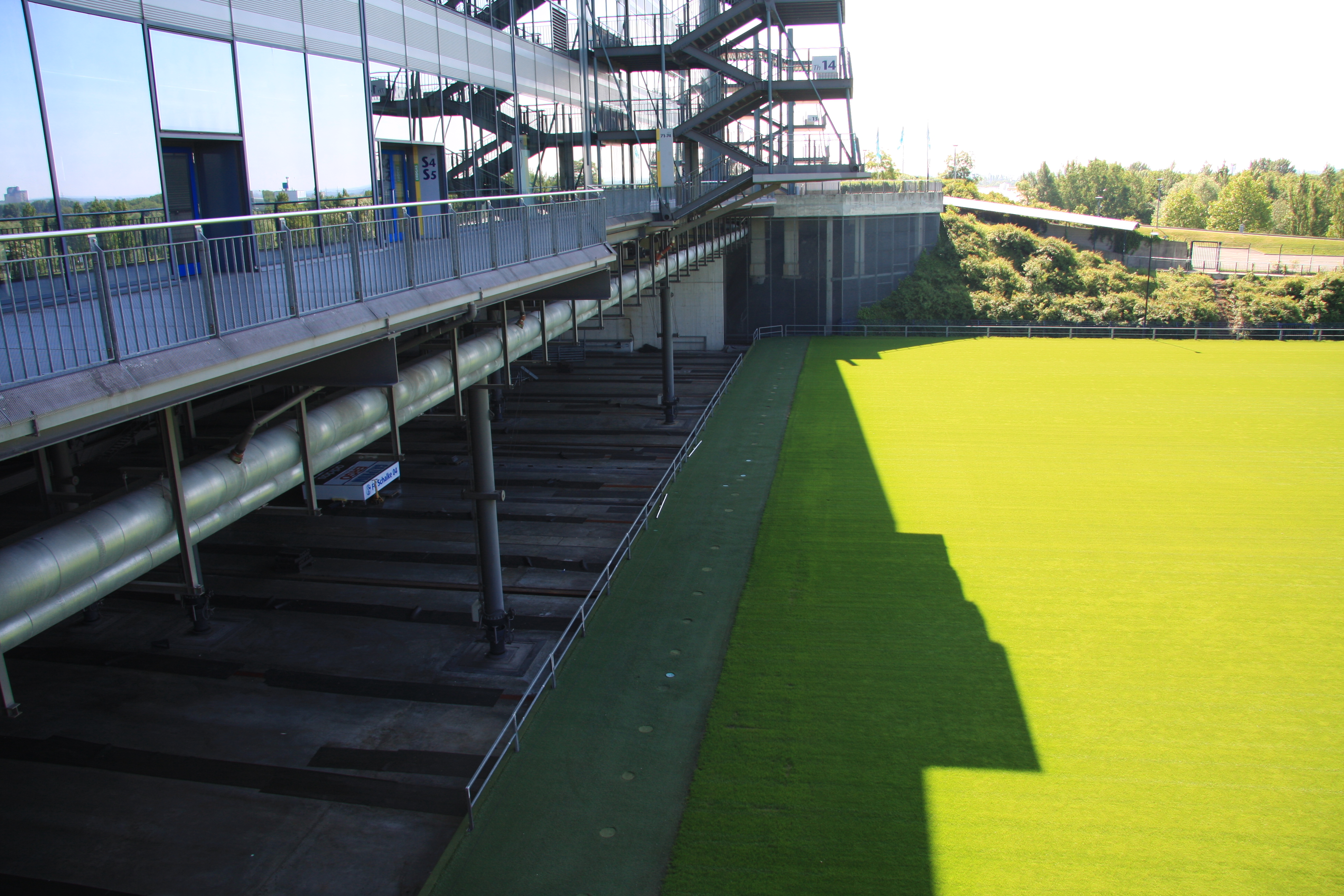
남쪽 스탠드 밖으로 빠져나온 피치

일본의 삿포로 돔이나, 미국의 스테이트팜 스타디움, 네덜란드의 헬레돔의 경우처럼 펠틴스 아레나는 피치를 슬라이드 가능하다. 11,400t의 구조물로 지지되며, 피치는 4시간 이내에 경기장 밖으로 내보내거나 안으로 집어넣을 수 있다. 이는 다음과 같은 장점을 가진다:
- 바깥에서 자라는 잔디는 다른 몇몇 경기장에처럼 빛 유입이 부족해지는 현상 없이 정상적으로 자란다.
- 피치가 콘서트같은 실내 이벤트로 인하여 손상되지 않는다.
- 다목적 홀의 바닥은 단시간 내에 특정 이벤트에 필요한 목적의 장소로 변화시킬 수 있다.
- 피치를 안으로 집어넣으면 축구 경기때 추가적 주차장으로도 쓸 수 있다.

## 경기장의 캐터링 시설
60,000명에 달하는 관중들을 위하여, 펠틴스 아레나는 여러 캐터링 시설이 완비되어 있다. 15개의 작은 식당과 50개의 그릴 스테이션, 35개의 카페가 있으며, 하루에 2,500kg의 소시지, 7,000개의 프레첼, 1000m2의 피자를 만들 수 있다. 이 캐터링 시설은 5km의 맥주관으로 연결되어 있으며 52,000L의 맥주를 하루에 공급받을 수 있다고.

## 한하주요 이벤트
펠틴스 아레나는 UEFA 챔피언스리그 2004년 결승전과 같은 주요 행사를 주최하였다.
뒤셀도르프 라인슈타디온의 리모델링으로 인하여, 펠틴스 아레나는 임시적으로 NFL 유럽의 미식축구팀인 라인 파이어 홈구장이 되었다. 팝콘서트, 1번의 분데스리가 경기와 NFL 유럽 경기를 2004년 5월에 96시간안으로 치르며 실질적으로 다목적 경기장 용도로 쓰는 시험을 처음으로 진행하였다. 그 외에도 바이애슬론 경기와, 자동차 경주, 오페라로도 쓰였다.

### 2006년 FIFA 월드컵
이 경기장은 2006년 FIFA 월드컵에 사용된 12개 경기장 중 하나였고, FIFA가 스폰서쉽 이름 사용 금지에 따라 겔젠키르헨 월드컵 경기장의 임시 이름으로 대회 기간 동안 명명되었다.
다음은 2006년 월드컵때 치러진 경기들이다:
| 날짜       | 시간 (CET 기준) | 팀1        | 결과          | 팀2                 | 라운드 | 관중   |
| ---------- | --------------- | ---------- | ------------- | ------------------- | ------ | ------ |
| 2006-06-09 | 21:00           | 폴란드     | 0-2           | 에콰도르            | A조    | 52,000 |
| 2006-06-12 | 18:00           | 미국       | 0-3           | 체코                | E조    | 52,000 |
| 2006-06-16 | 15:00           | 아르헨티나 | 6-0           | 세르비아 몬테네그로 | C조    | 52,000 |
| 2006-06-21 | 16:00           | 포르투갈   | 2-1           | 멕시코              | D조    | 52,000 |
| 2006-07-01 | 17:00           | 잉글랜드   | 0-0 (1-3 PEN) | 포르투갈            | 8강전  | 52,000 |

### 2007년 스피드웨이 그랑프리

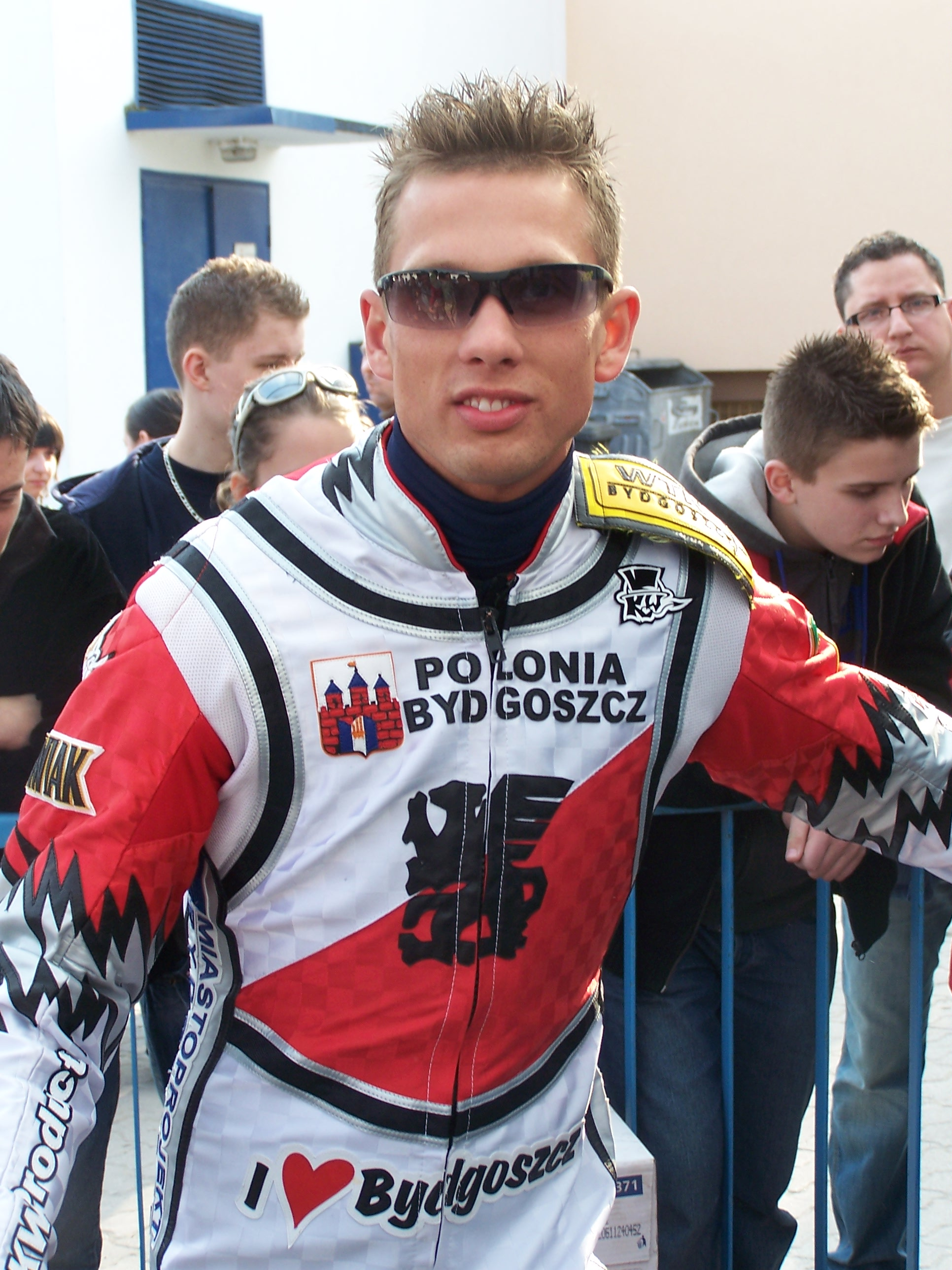
안드레아스 욘손 - 2007년 독일 SGP 우승자.

벨틴스 아레나는 2007년 모터사이클 스피드웨이 그랑프리 세계선수권 시즌의 결승전을 2007년 10월 13일에 열었으며, 역사상 100번째 대회였다. "모터스포츠의 가장 부유한 1분"으로 벽보가 붙었었다. 대회 우승자는 US 달러로 $100,000의 상금을 결승 후에 수여 받았다. 25,000관중이 스웨덴인 안드레아스 욘손이 미국인 그레그 핸콕과 오스트레일리아인 제이슨 크럼프와 레이 아담스를 결승전에서 꺾었다. 준결승에서 탈락했던 세계 챔피언, 니키 페데르센이 세계 챔피언 자리에 올랐다.

### 2008년 스피드웨이 그랑프리
펠틴스 아레나는 2008년의 스피드웨이 그랑프리를 주최하였다. 2008년 10월 11일에 시행되기로 되어 있었다. 하지만, 국제 모터사이클링 협회(FIM)가 악천후로 인해 트랙이 안전하지 못하다는 규제로 취소되었다. 대회는 폴란드의 비드고슈치의 폴로니아 경기장에서 10월 18일 열렸고, 2008년 FIM 스피드웨이 그랑프리 결승전으로 개칭되었다.

### 2010년 아이스하키 세계 챔피언쉽
2010년 5월 7일 74회 아이스하키 세계 챔피언쉽이 개막하였다. 이때 77,803명의 관중이 웅집하여 기록을 세웠고, 독일이 연장전 끝에 미국을 2-1로 꺾었다.

### 기타 경기

#### 2002년 FIFA 월드컵 유럽 지역 예선
| 날짜            | 팀 1 | 스코어 | 팀 2   | 라운드 |
| --------------- | ---- | ------ | ------ | ------ |
| 2001년 10월 6일 | 독일 | 0 - 0  | 핀란드 | 8조    |

## 타 경기장에 미친 영향
많은 찬사를 얻은 펠틴스 아레나는 2006년, NFL 미식축구팀, 애리조나 카디널스의 새 경기장 피닉스 대학교 경기장의 롤 모델이 되었다. 이 경기장은 피닉스의 근교 글렌데일에 위치하며 본 경기장처럼 개폐형 지붕과 슬라이드식 피치를 가지고 있다. 또한 미국 인디애나주 인디애나폴리스의 루카스 오일 경기장 또한 개폐형 지붕을 가지고 있다.

## 같이 보기
- FC 샬케 04
- 2006년 FIFA 월드컵
- UEFA 경기장 등급
- 2004년 UEFA 챔피언스리그 결승전
- 파르크슈타디온
- 글뤼카우프-캄프반 경기장